# Machaerium
Machaerium  es un género de  plantas leguminosas (familia Fabaceae).  Comprende 262 especies descritas y de estas, solo 155 aceptadas. Reciben el nombre de palisandra.

## Descripción
Son árboles, arbustos o bejucos, a veces armados. Hojas imparipinnadas; folíolos (1–) 5–numerosos, alternos, pequeños a grandes, estipelas ausentes; estípulas presentes, a menudo endurecidas, espinescentes. Inflorescencias en racimos o panículas, a veces cimosas, axilares o terminales, brácteas presentes, bractéolas apareadas en la base del cáliz; cáliz campanulado, lobos o dientes 5, subiguales; pétalos pubescentes a glabros, morados a rosados, blancos o amarillentos; estambres 10, monadelfos o diadelfos (5:5 o 9:1), anteras dorsifijas, con dehiscencia longitudinal. Frutos comprimidos, con la semilla basal y con un ala terminal, o lunulares o falcados con el ala reducida o ausente, indehiscentes; semilla 1 (2), ovada, reniforme u orbicular.

## Ecología
Es un género neotropical y paleotropical, se halla endémico desde México hasta Bolivia y Argentina. Se presentan como liana, arbusto o árbol,  presentando tal plasticidad en hábito de crecimiento, que puede desarrollarse como trepadora o árbol en la misma especie, ej Machaerium aristulatum y en floribundum.

## Taxonomía
El género fue descrito por Christiaan Hendrik Persoon y publicado en Synopsis Plantarum 2(2): 276. 1807. La especie tipo es: Diphysa carthagenensis Jacq.	

## Especies seleccionadas
- Machaerium acuminatun
- Machaerium acutifolium
- Machaerium aristulatum
- Machaerium brasisliense
- Machaerium chambersii
- Machaerium cirrhiferum (espuela de gallo)
- Machaerium cuzcoense
- Machaerium darienense
- Machaerium floribundum
- Machaerium glabripes
- Machaerium nicaraguense
- Machaerium salvadorense
- Machaerium scleroxylon (morado)
- Machaerium triste
- Machaerium villosum (jacarandá del Cerrado)